# 大学基金
大学基金（だいがくききん、英: University endowment）とは、大学基盤の整備、企業・社会との連携、研究成果の活用支援、学生のための厚生施設整備、各種学生支援などを推進するために設けられた基金である。

## 概要
日本国内の国立大学法人においても、法人化に伴い、各大学法人に基金が設置され、個人や法人から寄付金（エンダウメント endowment）を集め始めた。個人や法人からの大学基金に対する寄附については、所得税法上の寄附金控除の対象となる特定寄附金（所得税法第78条第2項第2号）、と法人税法上の全額損金算入を認められる寄附金（法人税法37条第4項第2号）がある。
日本においても、国立大学法人化に伴い、各大学に柔軟な運営と豊かさを与え、各大学の特徴や可能性を広げることができる基金の重要性が飛躍的に高まっていくことが予想される。しかし、現時点ではその概念の確立に努力が注がれている段階である。また、教育機関への寄付行為が社会に根付くのかという問題も残されている。法人化に伴って、多くの大学で同窓会組織が作られたのは、基金への寄付金を増加させるのが大きな理由である。

## 国内の大学
日本国内においては、私立大学では以前から基金が設立されており、慶應義塾大学の基金規模が481億円程度（2015年度）、早稲田大学が274億円程度(2015年度)である。国立大学では、東京大学の場合でも100億円程度（2015年度）に留まっている。同大は2020年までに基金の規模を2000億円に拡大させることを目標にしている。

## 海外の大学
世界一かつ全米トップのハーバード大学の大学基金は、慶應義塾大学の80倍近く、東京大学の380倍近くの3兆8,800億円（2015年度）もの規模に達する。年間の寄付金は、800億円程度である。ハーバード大学は、この基金の運用で年間15％の収益（3500億円）を出している。米国においては、各大学が大学基金の拡大にしのぎを削っており、これが米国の大学の豊かさと柔軟性の原動力になっている。近年、ハーバード大学だけでなく、イェール大学、プリンストン大学など有力な私立大学は、軒並み記録的な収益を得ている。ただ、財テクとなってしまった米国の大学の基金の拡大と運用については批判もある。ハーバード大学では、基金の運用を担当する責任者数人の年収が数十億円に達したと言われる。本来、学生や大学のための基金で、一部の個人が驚愕すべき高額給与を得ているとの批判のなか、その運用技術を自らの目的に活用するため辞職した（2005年）。米国の大学は、豊かな研究資金投入や豊かな外国人材流入で、素晴らしい成果を残し続けている。

## 日本政府による10兆円規模の大学ファンド
日本の大学は海外の大学と比べて大学の資金力が乏しく、研究基盤がとても弱い。一方、海外の有力大学は各自の大学基金を用意し、それを積極的に資産運用してその運用益を研究資金に充当しているのが実情である。日本の大学も、世界の一流大学を見習って自分たち独自で資産運用の手法を学び、その運用益で研究資金を稼いでいかなければならない。この流れを受けて、日本政府は、10兆円規模の大学ファンド（基金）を創設する計画を発表した。その大学ファンドの運用益を活用し、将来の研究インフラ、研究資金へ配分するのが狙いである。制度検討は文科省と連携し、内閣府総合科学技術・イノベーション会議の下に専門調査会「世界と伍する研究大学専門調査会」を設置し行った。また、同専門調査会下に「大学ファンド資金運用ワーキンググループ」を設置し資金運用に係る専門的な事項を検討した。2022年12月に公募が始まり、2023年3月末に締め切られた。 ファンドの運用は、国立研究開発法人科学技術振興機構（JST）が行う。 運用元本は、政府出資約1.1兆円と財政投融資からの借入金約8.9兆円で構成されている。財政融資資金は、2042年度以降、20年かけて順次償還される予定。 運用目標は年4.49％。運用益を活用して年間2800億円を上限に文部科学大臣の認定を受けた「国際卓越研究大学」に配分する。 「国際的に卓越した研究成果を創出できる研究力」「実効性高く、意欲的な事業・財務戦略」「自律と責任のあるガバナンス体制」 を選定要件に公募された結果、東北大学が認定されることとなった。国際卓越研究大認定のため設置が求められる「合議体」には学外委員を必要とし、その学外委員は文科省の承認が必要なため、外部の関与が強まり、自治が損なわれることが指摘されている。

## 関連サイト
- en:Financial endowment#Modern college and university endowments
- en:List of colleges and universities in the United States by endowment
- en:List of UK universities by endowment
- en:List of European universities by endowment
- 資産運用における新たなリスク管理 米国大学基金の運用実態をふまえて - 日興コーディアル証券（2006年5月30日）
- 驚異の利回り！米国名門大学が実践する「エンダウメント投資」 - 幻冬舎 GOLD ONLINE （2021年4月2日）
- 魅力的な大学運営に向けた米国大学基金の資金運用モデルの活用 - みずほリサーチ＆テクノロジーズ　コンサルティングレポート（vol.2、2022）